# Northmead, New South Wales
Northmead este o suburbie în Sydney, Australia.